# Voskresensk
Voskresensk è una cittadina della Russia europea centrale (oblast' di Mosca), situata 88 km a sudest della capitale, sul fiume Moscova, nella pianura della Meščëra. Fino al 2019 era il capoluogo amministrativo del distretto omonimo.
La fondazione ufficiale risale al 1862, presso una stazione ferroviaria; tuttavia, fin dal 1577 è attestato, sul sito, un villaggio chiamato Voskresenskoe. Lo status di città è del 1938.
Al giorno d'oggi l'economia della cittadina è prevalentemente industriale (chimica, materiali da costruzione).

## Società

### Evoluzione demografica
Fonte: mojgorod.ru
- 1939: 29.000
- 1959: 44.800
- 1979: 76.400
- 1989: 80.400
- 2002: 77.871
- 2007: 90.600